# Arado SC II
Arado SC II là một loại máy bay huấn luyện hai tầng cánh được phát triển ở Đức trong thập niên 1920.

## Tính năng kỹ chiến thuật
Đặc điểm tổng quát
- Kíp lái: 2
- Chiều dài: 8.89 m (29 ft 2 in)
- Sải cánh: 13.20 m (43 ft 4 in)
- Diện tích cánh: 25.1 m2 (270 ft2)
- Powerplant: 1 × BMW Va, 240 kW (320 hp)

Hiệu suất bay